# Tarerach
Tarerach (okzitanisch Tarerac) ist eine französische Gemeinde mit 43 Einwohnern (Stand 1. Januar 2022) im Département Pyrénées-Orientales in der Region Okzitanien. Sie gehört zum Arrondissement Prades und zum Kanton La Vallée de l’Agly.

## Nachbargemeinden
Nachbargemeinden von Tarerach sind Trévillach im Norden, Rodès im Osten, Arboussols im Süden und Campoussy im Westen.

## Bevölkerungsentwicklung
| Jahr      | 1962 | 1968 | 1975 | 1982 | 1990 | 1999 | 2013 |
| Einwohner | 74   | 56   | 72   | 52   | 48   | 38   | 55   |

## Sehenswürdigkeiten
- Dolmen von Lieussanes
- Romanische Kirche Saint-André